# Dompierre (Meurthe-et-Moselle)
Pour les articles homonymes, voir Dompierre.
Dompierre est une ancienne commune française du département de Meurthe-et-Moselle, rattachée à Allamont depuis 1811.

## Histoire
Village de l'ancienne province du Barrois.
Était un chef-lieu communal jusqu'au 9 avril 1811, date a laquelle Dompierre fut rattaché à Allamont.

## Démographie
| 1793 | 1800 | 1806 |
| ---- | ---- | ---- |
| 135  | 110  | 124  |